# Bleed American (singolo)
Bleed American è un singolo del gruppo musicale statunitense Jimmy Eat World, pubblicato nel 2001 ed estratto dall'album omonimo.
Il brano, dopo gli attentati dell'11 settembre 2001, è stato reintitolato Salt Sweat Sugar.

## Tracce
Promo CD
1. Bleed American (album version)
2. Your Home (mis-titled demo rock version)

CD (UK)
1. Salt Sweat Sugar (re-titled album version)
2. (Splash) Turn, Twist (non-album)
3. Your House (demo rock version)
4. Salt Sweat Sugar (video)